# Sergej Nakarjakov
Sergej Nakarjakov (in russo Сергей Накаряков?) (Gor'kij, 10 maggio 1977) è un trombettista russo.
Musicista classico, è considerato il più grande virtuoso mondiale di tromba: viene infatti chiamato "Il Paganini della tromba"

## Biografia
Sergei Nakariakov inizia gli studi di pianoforte all'età di 6 anni, ma nel 1986 subisce un incidente che gli lesiona la colonna vertebrale e gli impedisce di stare seduto a lungo. Inizia così a praticare lo studio della tromba, incoraggiato dal padre che era già un suonatore dilettante dello strumento.
Le sue doti di virtuosismo tecnico emergono subito. All'età di 13 anni, infatti, venne definito il "Paganini della tromba" dalla stampa finlandese dopo una straordinaria esibizione al Festival di Korsholm.
Nel 1991 partecipa al festival Ivo Pogorelić nel Bad Wörishofen (Germania), e anche qui viene descritto come "il giovane stregone dei trucchetti".
Lo stesso anno debutta al Festival di Salisburgo, a soli 14 anni.
Nel 1992 è ospite allo Schleswig-Holstein Musikfestival dove viene premiato con il Prix Davidoff, e a soli 19 anni incide il suo primo CD che include opere di Ravel, Gershwin e le difficilissime "Variazioni sul Carnevale di Venezia" di J. B. Arban.
Da allora è stato invitato e si è esibito in tutti i più importanti festival europei: Royal Hall di Londra, Colmar, Menton, Strasbourg, Tours, Cannes, ecc., spesso in coppia con la sorella, Vera Nakariova, eccellente pianista.
Compie regolarmente tournée in tutto il mondo, suona ovunque con le più importanti orchestre (come l'Orchestra sinfonica del teatro Mariinskij di San Pietroburgo, l'English Chamber Orchestra, la Orchestra reale del Concertgebouw di Amsterdam, l'Orquesta Sinfonica de Madrid, Philharmonia Orchestra di Londra, ecc.), diretto dai più grandi direttori quali Kent Nagano, Heinrich Schiff, Emmanuel Krivine, Jesús López Cobos, Philippe Bender, James Judd, Howard Griffiths, García Navarro, Vladimir Spivakov, Yuri Bashmet, Tamás Vásáry, Raimond Leppard, V. Ashkenazy.
Dal 1992 incide in esclusiva per la Teldec.

## Tecnica e repertorio
In questi ultimi anni Nakariakov ha enormemente ampliato il suo repertorio includendo lavori anche non originariamente previsti per la tromba, e continuando ad avventurarsi in territori inesplorati, dove egli sposta sempre più in là i confini e i limiti del proprio strumento.
Il suo punto di forza sono le esibizioni dal vivo, dove si presenta suonando rigorosamente tutto a memoria e solitamente senza sbagliare mai alcuna nota anche nei passaggi tecnicamente più trascendentali.
Possiede infatti incredibili doti tecniche, in particolare un velocissimo staccato di lingua, che gli permette di eseguire qualunque genere di musica con la sua tromba, anche concepita originariamente per archi, legni o ance, come concerti per viola, o fagotto, mai eseguiti prima da nessun trombettista nella storia.
È inoltre in grado di eseguire la respirazione circolare per non fare avvertire pause di respirazione durante l'esecuzione di concerti non concepiti per la tromba, per esempio nei concerti per violoncello, dove non sarebbe musicale interrompere l'esecuzione di una frase particolarmente lunga con un'inspirazione.

## Registrazioni
Le registrazioni di Nakariakov comprendono:
- A. Aroutounian: Trumpet Concerto (15'52")
- G. Gershwin: Rhapsody in Blue (12'00")
- P. I. Čajkovskij: Variations on a Rococo Theme (18'40")
- J. Haydn: Concerto in C major, Hob. Vllb-l, originariamente per violoncello (23'00")
- W. A. Mozart: Concerto in B flat major, KV 191, originariamente per fagotto (19'00")
- J. Haydn: Trumpet concerto in E flat major, H.Ville/1, (15'00")
- F. A. Hoffmeister: Concerto in D major, originariamente per viola (17'00")
- J. N. Hummel: Trumpet concerto in E flat major (17'00")
- J. B. Neruda: Concerto in E flat major (15'12")

## Il flicorno soprano a 4 pistoni
Nakariakov ha personalmente richiesto e fatto costruire dal costruttore parigino Antoine Courtois uno speciale flicorno soprano a 4 pistoni, in grado di scendere un'ottava più in basso del flicorno soprano standard e raggiungere i registri del violoncello.
Nel suo CD Concertos for Trumpet del 1999, Nakariakov suona opere famose per violino, viola, e violoncello, per esempio il famoso Concerto per Violoncello Nr. 1 di Haydn.
Nel suo CD No Limit del 2000, Nakariakov suona le "Variations on a Rococo Theme" di Čajkovskij, originariamente per violoncello ed orchestra.
Si tratta del primo trombettista al mondo ad avere mai eseguito opere originariamente concepite per violoncello.

## Equipaggiamento musicale
- Courtois 303R Bb tromba
- Courtois 156R "Nakariakov" flicorno soprano